# Abellerol cap-rogenc
L'abellerol cap-rogenc (Merops leschenaulti) és una espècie d'ocell de la família dels meròpids (Meropidae), que habita boscos clars i zones obertes a prop de l'aigua des de l'Índia i sud-oest de la Xina, cap al sud, a través del Sud-est asiàtic fins a les illes Andaman, Sumatra, Java i Bali.